# Тхохояндоу
Тхохояндоу (венда Thohoyanḓou, англ. Thohoyandou) — адміністративний центр місцевого муніципалітету Тхуламела і району Вхембе в провінції Лімпопо (ПАР). Назва в перекладі з мови венда означає «голова слона» (слон був клановою твариною Патріка Мпхепху, президента бантустана Венда).

## Клімат
Місто знаходиться у зоні, котра характеризується кліматом помірних степів та напівпустель. Найтепліший місяць — січень із середньою температурою 23.9 °C (75 °F). Найхолодніший місяць — червень, із середньою температурою 15.6 °С (60.1 °F).
| Клімат Тхохояндоу       | Клімат Тхохояндоу | Клімат Тхохояндоу | Клімат Тхохояндоу | Клімат Тхохояндоу | Клімат Тхохояндоу | Клімат Тхохояндоу | Клімат Тхохояндоу | Клімат Тхохояндоу | Клімат Тхохояндоу | Клімат Тхохояндоу | Клімат Тхохояндоу | Клімат Тхохояндоу | Клімат Тхохояндоу |
| Показник                | Січ.              | Лют.              | Бер.              | Квіт.             | Трав.             | Черв.             | Лип.              | Серп.             | Вер.              | Жовт.             | Лист.             | Груд.             | Рік               |
| Середня температура, °C | 23,9              | 23,4              | 22,7              | 20,6              | 18,2              | 15,6              | 15,6              | 17,3              | 19,5              | 20,9              | 22,1              | 23,3              | 20,3              |
| Норма опадів, мм        | 137.8             | 152.2             | 104.7             | 46.6              | 21.6              | 11.8              | 7.4               | 11.7              | 33.9              | 70.5              | 104.7             | 122.6             | 825.5             |
| Днів з опадами          | 11,7              | 11,9              | 10                | 7,2               | 3,9               | 2,6               | 2,4               | 3,4               | 4,8               | 9,2               | 11,2              | 12,3              | 90,6              |
| Вологість повітря, %    | 67.2              | 70.2              | 70.4              | 69                | 63.6              | 60.8              | 59.4              | 56.5              | 55.6              | 60.3              | 64.5              | 66.4              | 63.7              |
| ----------------------- | ----------------- | ----------------- | ----------------- | ----------------- | ----------------- | ----------------- | ----------------- | ----------------- | ----------------- | ----------------- | ----------------- | ----------------- | ----------------- |
| Джерело: Weatherbase    |                   |                   |                   |                   |                   |                   |                   |                   |                   |                   |                   |                   |                   |

## Історія
Тхохояндоу — порівняно молоде місто. З 1971 по 1974 роки було столицею номінально незалежного бантустана Венда.